# اندر صوایا
اندر صوایا (عربی: أندرو كميل صوايا؛ زادهٔ ۳۰ آوریل ۲۰۰۰) بازیکن فوتبال اهل لبنان است.
وی همچنین در تیم‌های ملی فوتبال زیر ۲۳ سال لبنان، و لبنان بازی کرده‌است.